# 早おきビタミン
早おきビタミン（はやおきビタミン）は、2004年3月29日から2005年3月25日まで放送された北海道放送(HBC)の朝の情報番組であり、月～金曜の5:30～5:55の第1部と、7:25～8:24の第2部に分けて放送していた。（第2部はウォッチ!の北海道ローカル枠）
鳴り物入りで始まったが、STVの朝6生ワイドやUHBのめざましテレビなどの前に、視聴率・番組内容・人気共に芳しくなかった事と、「みのもんたの朝ズバッ!」のフルネットに対応する（同番組ではローカル差し替え枠が設けられなかった）ための終了となった。

## 出演者
- 山内要一（後番組：ビタミンTV→[E]スポーツ）
- 邑田みさき（後番組：朝刊さくらい〈ラジオ〉担当後フリー転向、現在沖縄移住）
- 近藤はじめ（後番組：ビタミンTV→Hana*テレビ）
- 山田泰子（後番組：アンカー!→[E]スポーツ）
- 堀啓知（後番組：テレポート2000→Hana*テレビ）
- 渕上紘行（後番組：テレポート2000→Hana*テレビ）
- 白取信子（HBC報道部ディレクター→HBC報道部記者）
- 橋本真紀（後番組：ビタミンTV）
- 粥川暁（後番組：ビタミンTV・テレポート2000）

## 関連番組
- 朝ビタTV
- ビタミンTV

| HBCテレビ 平日早朝の情報生番組 | HBCテレビ 平日早朝の情報生番組 | HBCテレビ 平日早朝の情報生番組 |
| 前番組                         | 番組名                         | 次番組                         |
| ------------------------------ | ------------------------------ | ------------------------------ |
| ダッシュ!                      | 早おきビタミン                 | （終了）                       |